# Afromevesia
Afromevesia is een geslacht van insecten uit de orde vliesvleugeligen (Hymenoptera) en de familie Ichneumonidae.

## Soorten
- A. albidapex (Heinrich, 1968)
- A. alternana (Heinrich, 1968)
- A. amoenops (Heinrich, 1968)
- A. bicolorapex (Heinrich, 1968)
- A. birungana Roman, 1924
- A. canzelica (Heinrich, 1968)
- A. congola (Heinrich, 1968)
- A. coxipuncta (Heinrich, 1968)
- A. cylindropygialis (Heinrich, 1968)
- A. fimbriator (Thunberg, 1822)
- A. flavissima (Heinrich, 1968)
- A. fusciscutum (Heinrich, 1968)
- A. fuscitarsis (Szepligeti, 1908)
- A. gemina (Heinrich, 1938)
- A. imbuta (Heinrich, 1968)
- A. imbutops (Heinrich, 1968)
- A. inscopata (Heinrich, 1968)
- A. insulana (Heinrich, 1938)
- A. leucophthalmus (Thunberg, 1822)
- A. lissoaspus (Cameron, 1905)
- A. lucida (Szepligeti, 1908)
- A. lucidops (Heinrich, 1968)
- A. merusilvae (Heinrich, 1968)
- A. nigripectus (Brulle, 1846)
- A. nivosocoxa (Heinrich, 1968)
- A. obscurifrons (Heinrich, 1968)
- A. peringueyi (Cameron, 1905)
- A. politana (Morley, 1919)
- A. pumilioniger (Heinrich, 1968)
- A. quadrata (Morley, 1916)
- A. scopatus (Heinrich, 1968)
- A. semelalba (Heinrich, 1968)
- A. similis (Heinrich, 1938)
- A. stenopyga (Heinrich, 1938)
- A. totorufa (Heinrich, 1968)
- A. ufipasilvae (Heinrich, 1968)
- A. ugandicola (Heinrich, 1968)
- A. ulugurusphinx (Heinrich, 1968)